# Трансформатор
Трансформатор је електрични уређај који трансформише енергију из једног кола у друго посредством магнетне спреге, без икаквих покретних делова. Трансформатор се састоји од два (или више) спрегнута намотаја или једног намотаја са више извода и, у већини случајева, магнетног језгра које концентрише магнетни флукс. Наизменична струја у једном намотају ће индуковати струју у другим намотајима.
Трансформатори се користе да спуштају или дижу напон, да мењају импедансу и да обезбеде електричну изолацију између кола.

## Увод
Трансформатор је један од најпростијих електричних уређаја. Његов основни дизајн, материјали и принципи су се мало променили у последњих сто година, али опет, дизајн трансформатора и материјали настављају да се унапређују.
Трансформатори су од виталног значаја за пренос енергије високим напоном који обезбеђује уштеду током преноса енергије на велике даљине. Једноставност и поузданост трансформатора и економичност трансформације напона у њему су основни чиниоци у избору преноса наизменичном струјом у Рату струја касних осамдесетих година 19. века.
Трансформатори аудио-учестаности су коришћени у најранијим експериментима у развоју телефона. Док су неке ране електронске примене трансформатора замењене алтернативним техникама, трансформатори се још увек налазе у многим електронским уређајима.
Трансформатори долазе у распону од малих трансформатора сакривених у микрофонима до џиновских трансформатора снаге гигавата који се користе за повежу велике делове националних мрежа, али сви раде на истим основним принципима и са великим сличностима у деловима.
Трансформатор не може да уради следеће:
- трансформише једносмерну струју у наизменичну и обрнуто
- промени напон и струју једносмерне струје
- промени учестаност наизменичне струје

Ипак, трансформатори су делови система који изводе све ове радње.

## Основни принципи

### Спрега преко међусобне индукције
Најпростији трансформатор се састоји из два намотаја - примара и секундара. Ако се временски променљив напон {\displaystyle {v_{P}}\,} прикључи на примар од {\displaystyle N_{P}\,} навојака, струја која тада тече кроз њега индукује магнетомоторну силу (ММС). Као што електромоторна сила (ЕМС) тера струју кроз електрично коло, тако и ММС тера магнетни флукс око магнетног кола. ММС на примару изазива променљив магнетни флукс {\displaystyle \Phi _{P}\,} у језгру (сива боја) и индукује ЕМС која је супротног смера у односу на {\displaystyle {v_{P}}\,}. Према Фарадејевом закону електромагнетне индукције, индукован напон кроз примар је директно пропорционалан брзини промене флукса:
{\displaystyle {v_{P}}={N_{P}}{\frac {d\Phi _{P}}{dt}}}
Слично, напон који је индуковао међусобни флукс кроз секундар је:
{\displaystyle {v_{S}}={N_{S}}{\frac {d\Phi _{S}}{dt}}}
У идеалном случају, флукс на секундару је једнак ономе у примару и зато се могу изједначити {\displaystyle \Phi _{P}\,} и {\displaystyle \Phi _{S}\,}. Из овог следи:
{\displaystyle {\frac {v_{P}}{v_{S}}}={\frac {N_{P}}{N_{S}}}.}
Дакле, у идеалном трансформатору, однос примарног и секундарног напона је једнак односу броја навојака у намотајима, тј. напон по једном навојку је исти у оба намотаја. Однос струја у примару и секундару је обрнуто пропорционалан односу броја навојака. Ово води најчешћој употреби трансформатора: преображавању електричне енергије једног напона у електричну енергију другог напона употребом намотаја са различитим бројем навојака.
ЕМС у секундару, у случају да је прикључен на неко електрично коло, изазива ток струје у њему. ММС коју производи струја у секундару је у опозицији ММС примара и тежи да поништи флукс у језгру. Пошто смањени флукс смањује ЕМС индуковану у примару, у њему тече повећана струја. Резултат повећања ММС због струје у примару ће изједначити ефекат супротне секундарне ММС. На овај начин, електрична енергија доведена на примар преноси енергију на секундар.
На пример, ако је снага од 50 вата доведена на трансформатор чији је однос броја навојака 25:2.
- P = E·I (снага = ЕМС · јачина струје)

50 W = 2 V · 25 A у примару
- Када трансформатор промени:

50 W = 25 V · 2 A у секундару.
У пракси, високонапонски намотај има више навојака танке жице, а нисконапонски мало навојака дебеле жице.
Пошто једносмерни напон неће дати променљиви флукс у језгру, ни ЕМС неће бити створена и струја која тече кроз трансформатор ће бити бесконачно велика. У пракси, редна веза отпорности навојака ће ограничити јачину струје која може тећи, све док трансформатор не достигне термалну равнотежу или буде уништен.

### Универзална једначина ЕМС
Ако је флукс у језгру синусоидалан, однос броја навојака, напона, магнетне индукције и површине попречног пресека проводника је дат универзалном једначином ЕМС:
{\displaystyle E={\frac {2\pi fNaB}{\sqrt {2}}}\!=4,44\cdot f\cdot N\cdot a\cdot B}
где је 
{\displaystyle E\,} квадратни корен средње вредности квадрата напона у намотајима,
{\displaystyle f\,} је учестаност у херцима ({\displaystyle 2\pi f} је угаона учестаност у радијанима у секунди),
{\displaystyle N\,} је број навојака,
{\displaystyle a\,} је површина попречног пресека језгра, а
{\displaystyle B\,} је максимална вредност магнетне индукције у теслама.
Вредност 4,44 је израчуната и садржи у себи вредности неколико константи.

### Струја магнећења и флукс
У реалним трансформаторима, део примарне струје се користи да ствара флукс магнећења да би намагнетисала језгро. Заправо, овај је само резултујући флукс у језгру реалних трансформатора јер се примарни и секундарни флуксеви поништавају због струје оптерећења.

## Проналазак
Заслуге за проналазак трансформатора имају:
- Мајкл Фарадеј, који је измислио индукциони прстен 29. августа 1831. Ово је био први трансформатор, иако га је Фарадеј користио само да би показао принцип електромагнетне индукције и није предвидео другу намену за коју може да се евентуално искористи.
- Лусијен Галард и Џон Диксон Гибс, који су први приказали уређај назван секундарни генератор у Лондону 1881 и касније су продали идеју америчкој компанији Вестингхаус. Они су такође приказали проналазак у Торину 1884, где је искоришћен за електрично осветљење. Ови рани уређаји су користили отворено гвоздено језгро, које је касније напуштено заслугом ефикаснијег језгра са затвореним кружним магнетним путем.
- Вилијам Стенли, инжењер који је радио за Вестингхауса, који је развио први практичан уређај, након што је Џорџ Вестингхаус купио Галардове и Гибсове патенте. Језгро је било направљено од спојених гвоздених лимова у облику слова Е. Овај дизајн је први пут комерцијално употребљен 1886. године.
- Мађарски инжењери Ото Блати, Микша Ђери и Карољ Циперновски из компаније Ганц из Будимпеште 1885, који су створили ефикасан ЗБД модел заснован на дизајну Галарда и Гибса.
- Никола Тесла који је 1891, изумео Теслин калем, високонапонски резонантни трансформатор са ваздушним језгром за генерисање врло високих напона на високим учестаностима.

## Практична разматрања

### Класификације
Трансформатори су прилагођени бројним применама и могу се поделити на много начина:
- по снази (од делова вата до много мегавата)
- по намени (енергетски, за изједначавање импедансе, изолацију кола)
- по учестаности (енергетски, аудио, РФ)
- по напону (од неколико волти до 1000 киловолти)
- по начину хлађења (ваздушно, уљем, водом)
- по улози (усмерачки, за електричне пећи, за варење, у излазним појачавачима)
- по односу трансформације:
  - дижући – секундар има више навојака од примара
  - спуштајући – секундар има мање навојака од примара
  - изолациони – намењени трансформацији у исти напон. Два намотаја имају приближно исти број навојака, иако су честе мале разлике у броју навојака да би се компензовали губици (у супротном би излазни напон био мало мањи од улазног напона).
  - променљиви – примар и секундар имају променљив број навојака који може бити подешен без замене трансформатора.

### Губици
Идеални трансформатор нема губитака и зато је степен искоришћења 100%. У пракси се енергија расипа због отпорности намотаја (познато као губици у бакру) и магнетних ефеката који се првенствено дешавају у језгру (познато као губици у гвожђу). Трансформатори обично имају врло висок степен искоришћења и већи трансформатори (од 50 MVA и више) имају степен искоришћења од 99,75%. Мали трансформатори који се користе у уређајима потрошачке електронике имају мање од 85% ефикасности.
Губици долазе од:
- отпорности намотаја – струја која тече кроз намотаје изазива загревање проводника по Џуловом закону.
- вртложних струја – индукована струја тече кроз језгро и изазива његово загревање
- расипања – нису сва магнетна поља која ствара примар ухваћена од стране секундара. Део расутог флукса може индуковати вртложне струје у оближњим проводним објектима као што је кућиште трансформатора и бива претворен у топлоту. Зујање које се чује у близини трансформатора је резултат расутих линија поља које изазивају да кућиште вибрира и такође је од вибрација магнетострикције у језгру.
- хистерезиса – сваки пут када магнетско поље промени смер, мала количина енергије је изгубљена због хистерезиса у магнетном језгру. Ниво хистерезиса зависи од материјала језгра.
- механичких губитака – наизменично магнетско поље изазива колебање електромагнетне силе између навојака, језгра и оближњих металних делова, изазивајући вибрације и буку које троше снагу
- магнетострикције – флукс у језгру изазива физичко ширење и скупљање незнатно од променљивог магнетног поља, ефекат познат под именом магнетострикција. Ово се претвара у губитке због загревања у осетљивим феромагнетним језгрима.
- система за хлађење – велики енергетски трансформатори могу бити опремљеним вентилаторима, пумпама за уље или воденим измењивачима топлоте дизајнираним да одстране топлоту изазвану губицима у бакру и гвожђу. Енергија потребна за рад система за хлађење се обично сматра као део губитака трансформатора.

## Рад на високим учестаностима
Универзална једначина ЕМС показује да ће на вишим учестаностима магнетна индукција бити мања за исти дати напон. То наговештава да језгро може имати мањи попречни пресек и да зато може бити физички компактније, а да не достигне засићење. Из овог разлога произвођачи авиона и војска користе изворе од 400 херца. Они су мање забринути због ефикасности, која је мања на вишим учестаностима (највише због повећаних губитака услед хистерезиса), али су више заинтересовани да уштеде на тежини (гвозденог језгра).

## Конструкција

### Језгро

#### Челично језгро
Трансформатори који се користе на индустријским и аудио учестаностима имају језгро начињено од много танких слојева динамо лимова. Због концентрисања флукса, ти слојеви су обмотани примаром и секундаром. Пошто је челично језгро проводно, оно такође има струје индуковане због променљивог магнетног флукса. Сваки слој је изолован од оближњег слоја да би се смањили губици због вртложних струја које загревају језгро. Уобичајено слојевито језгро је направљено од лимова у облику латиничних слова ”Е” и ”I”, што им је дало име ”EI” трансформатори.
Извесни типови трансформатора могу имати зазоре направљене у магнетним путањама да спрече засићење. Ови зазори могу бити коришћени да ограниче струју у кратком споју, као што је случај у трансформаторима за неонске светиљке.
Магнетни хистерезис челичног језгра значи да оно задржава статичко магнетско поље када се уклони напајање. Када се напајање поново прикључи, заостало поље ће изазвати велику струју све док се ефекат заосталог поља не смањи, обично након неколико циклуса прикључене наизменичне струје. Заштите од прегоревања уређаја као што су осигурачи морају бити одабрани да дозволе овој безопасној навали да прође. На трансформаторима прикљученим на дуге надземне водове, индукована струја због геомагнетних поремећаја током соларних олуја може изазвати засићење језгра и неправилно дејство заштитних уређаја трансформатора.

#### Масивно језгро
Језгра од гвозденог праха се користе у колима које раде изнад главних учестаности до неколико десетина килохерца. Ови материјали комбинују високу магнетну пермеабилност са високом електричном отпорношћу.
На још већим радио-учестаностима (РФ), други типови језгра су направљени од непроводних магнетних керамичких материјала званих ферити. Неки РФ трансформатори имају покретљива језгра који допуштају намештање коефицијента спреге (и ширину опсега) кола.

#### Ваздушна језгра
Трансформатори на високим учестаностима могу такође имати и ваздушна језгра. Ово елиминише губитке услед хистерезиса. Такви трансформатори задржавају високу ефикасност спреге (мали губици расипања) преклапањем примара и секундара.

#### Торусна језгра
Торусни трансформатори су направљени око језгра у облику прстена, које је направљено од дугих трака од силицијумског челика или пермалоја обавијених у намотај, од гвожђа у праху или ферита, зависно од радне учестаности. Конструкција у облику трака обезбеђује да су границе трака оптимално поравнате, повећавајући ефикасност трансформатора смањивањем опирања језгра. Облик затвореног прстена елиминише ваздушне зазоре убачене у конструкцију EI језгара. Попречни пресек прстена је обично квадратног или правоугаоног облика, али су скупља језгра кружног пресека такође присутна. Примар и секундар су често намотани концентрично да прекрију целу површину језгра. Ово смањује дужину потребне жице и такође обезбеђује заклон да смањи магнетско поље језгра од стварања електромагнетних интерференција.
Торусна језгра су ефикаснија од јефтинијих слојевитих EI језгара. Друге предности у односу на {EI}- су мања величина (за око половину), мању тежину (за око половину), мање механичко зујање (чинећи их супериорним у аудио појачавачима), мањим спољашњим магнетским пољем (око једне десетине), постављање на један стуб и више избора облика. Главна мана је већа цена.
Недостатак конструкције торусних трансформатора је виша цена по намотају. То за последицу има да се торусни трансформатори ретко срећу изнад неколико киловолтампера. Мали дистрибуциони трансформатори могу да искористе неке предности торусног језгра делећи га и отварајући га, а затим убацујући клупко које садржи намотаје.
Када се намешта торусни трансформатор, важно је избећи случајно кратко спајање кроз језгро. Ово се може десити ако је челичном стубу језгра дозвољено да додирне металне делове са оба краја, што може изазвати да опасно велика струја тече кроз стуб.

### Намотаји
У већини реалних трансформатора, примар и секундар су калеми са више навојака проводне жице јер сваки навојак доприноси магнетском пољу, стварајући већу магнетну индукцију него што би само један навојак урадио. Жице суседних навојака и различитих намотаја морају бити изоловане једне од других.
Проводни материјал коришћен за намотаје зависи од намене. Трансформатори малих снага и сигнални трансформатори су намотани од жице пуног пресека, изолованим емајлом или понекад додатном изолацијом. Велики енергетски трансформатори могу имати намотаје од бакра или алуминијума правоугаоног пресека или ужастог пресека за врло велике струје. Трансформатори на високим учестаностима који раде на учестаностима од стотина килохерца имају намотаје од лицноване жице, да смање губитке у проводнику због скин (површинског) ефекта. Велики енергетски трансформатори такође користе поужене проводнике, пошто чак и на малим учестаностима неједнака расподела струје ће постојати у нисконапонском намотају (велика струја). Свако уже је изоловано од осталих, а ужад су тако постављена да на извесним тачкама у намотају или кроз намотај, сваки део има другачији релативни положај у целом проводнику. Ово премештање изједначава струју која тече у сваком ужету проводника и смањује губитке услед вртложних струја у самом намотају. Поужени проводник је такође више савитљив од чврстог проводника сличне величине.
За сигналне трансформаторе, намотаји могу бити направљени тако да минимизују испуштену индуктивност и залуталу капацитивност чиме се поправља одзив на високим учестаностима.
Намотаји примара и секундара енергетских трансформатора могу имати спољашње прикључке који омогућавају подешавање односа напона.

#### Изолација
Навоји морају бити изоловани једни од других да осигурају да струја тече кроз цео намотај; кратки спојеви уклањају неколико навојака из кола, озбиљно реметећи рад трансформатора и прегревајући га. Разлика потенцијала између суседних навојака је обично мала, тако да је заштита емејлом обично довољна за трансформаторе малих снага.
У енергетским трансформаторима, разлика потенцијала између намотаја може бити врло велика. Изолација мора бити између различитих намотаја и између навојака да би се спречило варничење. Трансформатори такође могу бити потопљени у трансформаторско уље који обезбеђује даљу изолацију. Да би се обезбедило да изолациона моћ трансформаторског уља не пропада, кућиште трансформатора је комплетно оклопљено да спречи улазак влаге. Уље служи и као средина за хлађење да одведе топлоту са језгра и намотаја.

### Кућиште
Иако је идеалан трансформатор чисто индуктивни уређај, током рада близина примара и секундара може да изазове међусобну капацитивност између намотаја. Тамо где је предвиђена велика електрична изолација између примара и секундара, електростатички штит се ставља између намотаја да смањи овај ефекат.
Трансформатори такође могу бити оклопљени магнетним штитовима, електростатичким штитовима или обоје да спрече спољашњу интерференцију да утиче на рад трансформатора или да спречи да трансформатор утиче на рад других уређаја (као што су катодне цеви)

### Хлађење
Мали сигнални трансформатори не стварају значајне количине топлоте. Енергетски трансформатори на снагама од неколико киловата расипају довољно топлоте да буду осетно топли, али се држе на дозвољеној температурној граници природним струјањем ваздуха. Трансформатори који раде на великим снагама могу се хладити вентилаторима.
Специјални услови се морају испунити за хлађење трансформатора великих снага. Неки суви трансформатори су оклопљени и имају резервоаре под притиском и хладе се азотом или сумпор хексафлуоридом (SF6).
Намотаји енергетских трансформатора су обично потопљени у трансформаторско уље, високо обрађено минерално уље које мора бити стабилно на високим температурама тако да мали лук или кратак спој неће изазвати квар или пожар. Велики трансформатори који се користе у затвореном простору морају користити незапаљиву течност. Некада се користио полихлоризовани бифенил (PCB), који није запаљив и који је врло стабилан. Због стабилности PCB и своје акумулације у природи, више није дозвољена његова употреба. Данас, нетоксична, стабилна уља на бази силицијума или флуорованих угљоводоника се могу користити тамо где трошкови због незапаљиве течности надокнађују додатну градњу зграда за трансформаторе.
Остали мање запаљиви флуиди као што је канолино уље се могу користити, али сви флуиди отпорни на ватру имају недостатке у перформансама, цени или токсичности у односу на минерално уље. Кућишта трансформатора хлађених уљем могу имати радијаторе кроз коју кружи уље природним струјањем. Врло велики трансформатори (снаге мегавата) могу имати вентилаторе, пумпе за уље или чак и измењиваче топлоте између уља и воде. Трансформатори са уљем иду на дуготрајне процесе сушења како би потпуно била одстрањена водена пара пре него што се сипа уље за хлађење. Ово помаже спречавање кварова током рада.
Трансформатори са уљем могу бити опремљеним Бухолц-релејима, уређајима за заштиту који реагују на настанак гаса у трансформатору (пратећи ефекат појаве електричног лука у намотајима) и искључује трансформатор пре него што дође до тежих оштећења. Поред Бухолц-релеја који се примењује у уљаним трансформаторима, модернији суви трансформатори примењују електронску заштиту са температурним сондама, чија се термички променљива отпорност мери прикљученим мерним уређајем који има визуелни и/или звучни аларм, са два нивоа алармирања, или дигитални приказ тренутне температуре трансформатора.
Експериментални енергетски трансформатори снага од 2 MVA су изграђени користећи суперпроводне намотаје који елиминишу губитке у бакру, али не и у језгру. Они су хлађени течним азотом или хелијумом.

### Крајеви
Врло мали трансформатори имају контакте прикључене директно на крајеве намотаја. Велики трансформатори могу имати шупље порцеланске изолаторе кроз које пролази проводник не додирујући изолатор. Код трансформатора великих напона, проводник је изолован импрегнисаним папиром, а простор је испуњен уљем. За врло високе напоне изолатори су израђени од концентрично постављених бакарних и бакелитних прстенова и такође је цео простор испуњен уљем.

## Дизајни трансформатора

### Аутотрансформатори
Аутотрансформатор има само један намотај, који има изведен контакт. Наизменични или пулсирајући напон се доводи кроз део намотаја, а виши (или нижи) напон се ствара на другом делу истог намотаја. Док у теорији раздвојени делови намотаја могу бити кориштени и за улаз и излаз, у пракси се виши напон доводи на крајеве намотаја, док се нижи доводи на један крај и изведени контакт. На пример, трансформатор са изводом на средини намотаја може да користи 230 волти преко целог намотаја, а само 115 волти од извода до једног краја. Може се прикључити на напон од 230 волти да напаја опрему која захтева 115 волти или обрнуто. Како је исти намотај кориштен и за улаз и излаз, флукс у језгру је делимично поништен и мање језгро може бити кориштено. За односе напона који не прелазе 3:1, аутотрансформатор је јефтинији, лакши, мањи и ефикаснији него прави (двонамотајни) трансформатор истих карактеристика.
У пракси, губици трансформатора доводе до тога да аутотрансформатор није савршено реверзибилан; онај који је дизајниран за спуштање напона ће дати мало мањи напон него што је тражено од оног који је пројектован за дизање. Разлика је довољно мала да дозволи реверзилну употребу где тачан напонски ниво није критичан.

### Вишефазни трансформатори
За трофазне системе, могу се користити три једнофазна трансформатора или све три фазе могу бити повезане у један трофазни трансформатор. Три примарна намотаја су повезана заједно и три секундарна намотаја су повезана у једно. Намотаји могу бити повезани у троугао, звезду или сломљену звезду.
Најчешће везе су звезда-троугао, троугао звезда, троугао-троугао и звезда-звезда. Векторска група показује распоред намотаја, сатни померај фазну разлику међу њима. Ако је намотај прикључен за земљу (уземљен), тачка прикључења је обично у средишту спреге звезда или сломљена звезда. Постоји много конфигурација које укључују више или мање од шест намотаја.

### Резонантни трансформатори
Резонантни трансформатор је онај који ради на резонантној учестаности једног или више својих намотаја. Резонантни намотај, обично секундар, се понаша као индуктор и повезан је на ред са кондензатором, Ако се примарни намотај напаја извором периодичне наизменичне струје, као што су правоугаони или тестерасти таласи, сваки импулс струје помаже у стварању осцилације у секундарном намотају. Због резонанције, врло високи напон се може развити кроз секундар, осим ако није ограничен неким процесом као што је електрични пробој. Зато се ови уређаји користе да стварају високе наизменичне напоне. Струја добијена из ових типова намотаја може бити много већа од електростатичких машина као што су Ван де Графов генератор и Вимсхартова машина. Они такође раде на вишој радној температури него стандардни трансформатори.
Примери:
- Теслин калем
- Одинов калем (или Одинов резонатор; име је добио по свом проналазачу Полу Одину.
- Д’Арсонвалов апарат (име је добио по свом проналазачу Жаку Арсену Д’Арсонвалу )
- Калем за паљење или индукциони калем који се користи у системима за паљење у бензинским моторима
- Трансформатор супротног хода за ЦРТ телевизоре или мониторе

Остале примене резонантног трансформатора су за спрезање између степена суперхетеродинског пријемника, где је избор пријемника обезбеђен синхронизационим трансформаторима средње-фреквентних појачавача.
Трансформатор за регулацију напона користи резонантни намотај и дозвољава деловима језгра да уђу у засићење у сваком циклусу наизменичне струје. Овај ефекат стабилизује излаз регулационог трансформатора, који се може користити за опрему која је осетљива на варијације прикљученог напона. Засићени трансформатори обезбеђују прост метод да се стабилизује извор напајања. Ипак, због хистерезисних губитака које прате овакве операције, ефикасност је мала.

### Трансформатори за мерења

#### Струјни трансформатори
Струјни трансформатор је тип трансформатора који се употребљава за мерење струја великих вредности које би иначе било тешко мерити неком директном методом. Однос примарне и секундарне струје је обрнуто сразмеран односу броја примарних и секундарних намотаја. Номинална вредност секундарне струје и износи 5А за струјне трансформаторе за мерење и 1А за струјне трансформаторе за релејну заштиту. Номинална вредност примарне струје зависи од места примене струјног трансформатора и може да узима вредност од 10А до пар хиљада ампера. Разликујемо струјне трансформаторе (СТ) за ниски напон и СТ за више напонске нивое. СТ за ниски напон су најчешће изведени са изолацијом од епоксидне смоле и то у виду тзв. обухватног трансформатора.
Струјни трансформатори су обично конструисани тако да обухвате један примарни навојак (изолован проводник или бакарну шину) кроз добро изоловано торусно језгро обмотано са много навојака жице. Струјни трансформатори који се користе у индустрији су пројектовани да обезбеде 5 ампера који су на амперметрима који су прописно баждарени да показују измерену примарну струју. Ови трансформатори су означени њиховим односом улазних и излазних струја (400:5, 200:5).
Мора се обратити велика пажња да секундар струјног трансформатора никад не сме бити отворен док тече струја кроз примар, јер се у том случају на крајевима секундара индукује напон који је опасан по живот.

#### Напонски трансформатори
Напонски трансформатори су други тип трансформатора за мерење. Користе се када је потребно измерити високе напоне које би било тешко измерити директно методом. Дизајнирани су да имају тачан преносни однос да прецизно снизе напон тако да се може мерити на безбедном напону (типично 100 волти). Дизајнирани су тако да представљају незнатно оптерећење напону који се мери.

### Импулсни трансформатори
Импулсни трансформатори су они трансформатори који су прилагођени за одавање правоугаоних електричних импулса (тј, пулсеве са кратким временима раста и опадања и са константном амплитудом). Мале верзије звани сигнални типови и користе се у дигиталним колима. Вредности средњих снага са користе у колима за управљање .
Верзије за веће снаге се користе у дистрибуцији електричне енергије за повезивање кола са малим напонима са високонапонским улазима снажних полупроводничких уређаја као што су тријак, ИГБТ транзистор, тиристор или МОСФЕТ. Специјални високонапонски пулсни трансформатори се такође користе за генерисање импулса за радаре, акцелераторе честица или друге примене где се користе импулсни извори.
Да би се смањило изобличење облика импулса, пулсни трансформатор мора да има малу вредност пропусне индуктансе и дељене капацитивности и велике индуктансе у отвореном колу. У снажним пулсним трансформаторима, ниска капацитивност спрега (између примара и секундара) је важна да би заштитило коло са примарне стране од великих прелазних режима које створи напајање. Због истог разлога, потребни су велика отпорност изолације и висок пробојни напон. Добар краткотрајан одзив је потребан да би се одржао правоугаони облик сигнала на секундару, јер ће импулси са споријим ивицама изазивати губитке пребацивања у снажним полупроводницима.
Производ максимума напона импулса и трајања импулса (или прецизније интеграл напон-време) се често користи да карактерише пулсне трансформаторе. Уопштено, што је већи овај производ, већи је и скупљи трансформатор.

### РФ трансформатори
За употребу на радио-учестаностима, трансформатори су понекад направљени од конфигурација проводника, понекад од бифиларних или коаксијалних каблова, намотаних око ферита или других типова језгра. Овај тип трансформатора даје изузетно велику ширину опсега, али је ограничен само бројним односом (као што су 1:9, 1:4 или 1:2) који се могу постићи овом техником.
Материјал језгра драматично повећава индуктивност, тиме повећавајући његов фактор квалитета. Језгра таквих трансформатора помажу у поправљању импедансе са 300 ома на 75 ома у ФМ пријемницима.
Старији типови РФ трансформатора су понекад користили трећи намотај (звани прекидачки намотај) да убаци повратну спрегу у ранији (детекторски) степен старинских регенеративних радио-пријемника.

## Аудио трансформатори
Трансформатори се овде користе за изједначавање импедансе. Ово је потребније у цевним него у колима израђених од чврстих материјала, пошто чврсте компоненте се могу користити у флексибилнијим колима која елиминишу потребу за трансформатором.
Аудио-трансформатори су обично фактор који ограничавају квалитет звука; електронска кола са широким фреквентним одзивом и малом изобличењем су релативно проста за пројектовање.
Посебно критичан део је излазни трансформатор аудио појачавача. Цевна (лампашка) кола (појачала)за квалитетну продукцију су дуго израђивана без (међустепеног) аудио трансформатора, али излазни трансформатор је потребан да спрегне релативно висока импеданса излазног вентила са ниском импедансом звучника. (Лампа може да испоручи малу струју на високом напону; звучници захтевају велику струју на ниском напону). За добар нискофреквентни одзив је потребно релативно велико језгро од гвожђа; снажна манипулисања повећавају величину потребног језгра. Мала изобличења захтевају гвожђе одређених особина; специјална језгра са оријентисаним магнетним доменима се користе за најбоље резултате. Добар високо-фреквентни одзив захтева пажљиво пројектоване и израђене намотаје без сувишне пропусне индуктивности и залутале капацитивности. Све ово га чини скупом компонентом.
Цевни аудио појачавачи без излазних трансформатора су могући, али су ретко коришћени због својих недостатака.
Рани транзисторски аудио појачавачи су често имали излазне трансформаторе, али су они уклоњени пошто су пројектанти дошли у посед нове технологије.

## Употреба трансформатора
- За снабдевање енергијом из преносне мреже која користи наизменичну струју опреме која користи други напон. Може бити праћено исправљачким колом ако је потребна једносмерна струја.
  - Прилагођавање електричне опреме напону за који није предвиђена. На пример, америчка опрема је пројектована за 117 волти, а опрема у европским земљама за 220-230 волти.
- Пренос електричне енергије преко великих раздаљина.
- За високонапонске преносне системе за једносмерну струју.
- Велики, специјално конструисани трансформатори се користе у електричним пећима током производње челика.
- Ротирајући трансформатори су дизајнирани тако да док се један намотај окреће, други мирује. Честа употреба овога је била у главама видео система који се коришћени у ВХС и Бета видео плејерима. Они могу да пренесу енергију или сигнале од мирујућег до ротирајућег механизма.